# Dominika Ogata
Dominika Ogata (zm. 10 września 1622 na wzgórzu Nishizaka w Nagasaki) – błogosławiona Kościoła katolickiego, japońska męczennica, ofiara prześladowań antykatolickich w Japonii.

## Życiorys
Dominika Ogata należała do Bractwa Różańcowego.
W Japonii w okresie Edo (XVII w.) doszło do prześladowań chrześcijan. Dominika Ogata została ścięta 10 września 1622 na wzgórzu Nishizaka w Nagasaki za to, że nie doniosła władzom o ukrywającym się w domu na ulicy, na której mieszkała dominikańskim misjonarzu. Tego samego dnia w Nagasaki stracono wielu innych chrześcijan.
Została beatyfikowana w grupie 205 męczenników japońskich przez Piusa IX w dniu 7 lipca 1867 (dokument datowany jest 7 maja 1867).
Dniem jej wspomnienia jest 10 września (w grupie 205 męczenników japońskich).